# Bisdom Valle de la Pascua
Het bisdom Valle de la Pascua (Latijn: Dioecesis Vallispaschalensis) is een rooms-katholiek bisdom met als zetel Valle de la Pascua, in Venezuela. Het bisdom is suffragaan aan het aartsbisdom Calabozo. 

## Geschiedenis
Het bisdom werd opgericht op 25 juli 1992, uit delen van het bisdom Calabozo, en was suffragaan aan het aartsbisdom Ciudad Bolívar.  Op 17 juni 1995 wisselde het van kerkprovincie en werd suffragaan aan het nieuw verheven aartsbisdom Calabozo. 

## Parochies
Het bisdom had in 2020 een oppervlakte van 37.000 km2 en telde 453.000 inwoners waarvan 97,9% rooms-katholiek was.

## Bisschoppen
- Joaquín José Morón Hidalgo (25 juli 1992 - 27 december 2002)
- Ramón José Aponte Fernández (5 maart 2004 - 11 januari 2024)
- Ricardo Aldo Barreto Cairo (11 januari 2024 - heden)

Calabozo (aartsbisdom) · San Fernando de Apure · Valle de la Pascua